# سيمون شو
سيمون شو (بالإنجليزية: Simon Shaw)‏ (21 سبتمبر 1973 بميدلزبرة في المملكة المتحدة - ) هو لاعب كرة قدم بريطاني في مركز الدفاع. شارك مع منتخب إنجلترا لكرة القدم C ‏. أما مع النوادي، فقد لعب مع نادي دونكاستر روفرز ونادي بارو وبيلينغهام سينثونيا ‏ وبيشوب أوكلاند ‏ وThornaby F.C. ‏ ودارلينجتون إف سى.

## وصلات خارجية
- سيمون شو على موقع قاعدة بيانات كرة القدم.إي يو (الإنجليزية)
- سيمون شو على موقع Soccerbase.com (لاعب) (الإنجليزية)